# یواس‌اس جورج واشینگتن (سی‌وی‌ان-۷۳)

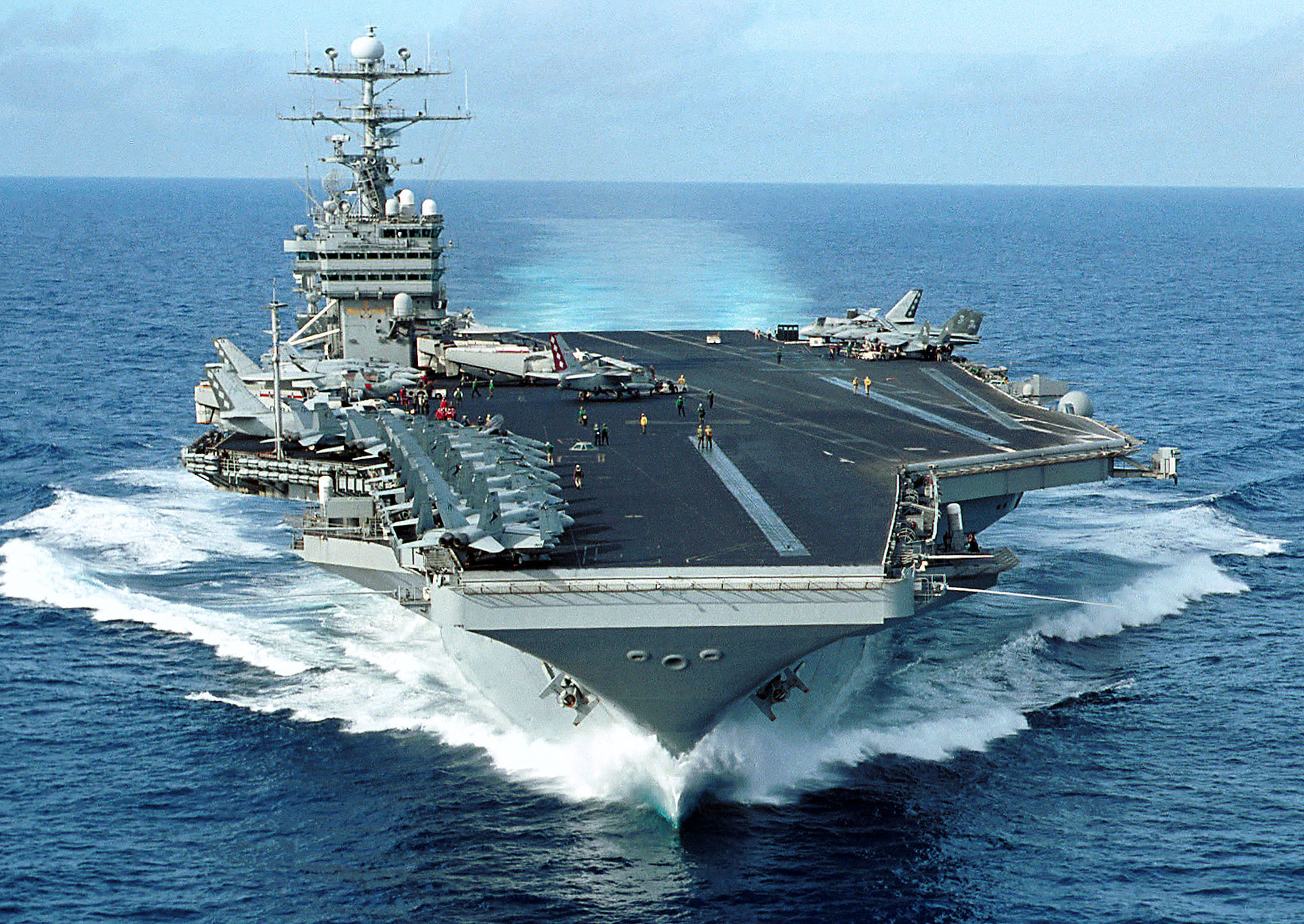

ناو هواپیمابر جورج واشینگتن یا یو اس اس جورج واشینگتن (سی وی ان-۷۳) (به انگلیسی: USS George Washington) نام یک ناو هواپیمابر کلاس نیمیتز متعلق به نیروی دریایی ایالات متحده آمریکا است.
این ناو هواپیمابر در دسامبر ۱۹۹۲ به دریا انداخته شد و پایگاه خانگی آن در یوکوسوکا، کاناگاوا است.
این ناو ۳۳۳ متر طول دارد و مجهز به دو راکتور هسته‌ای ساخت وستینگهاوس است.

## نگارخانه

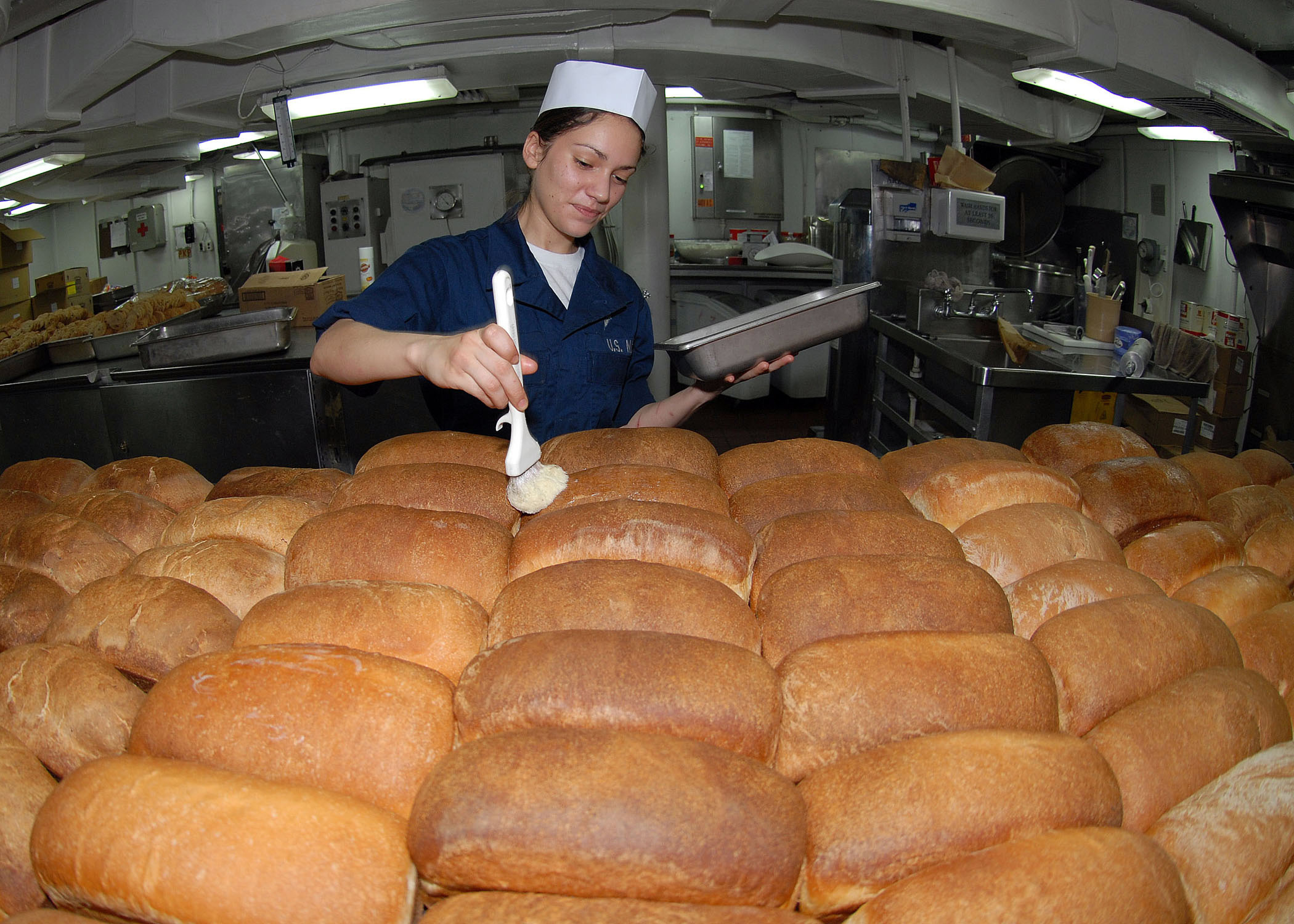
نانوا
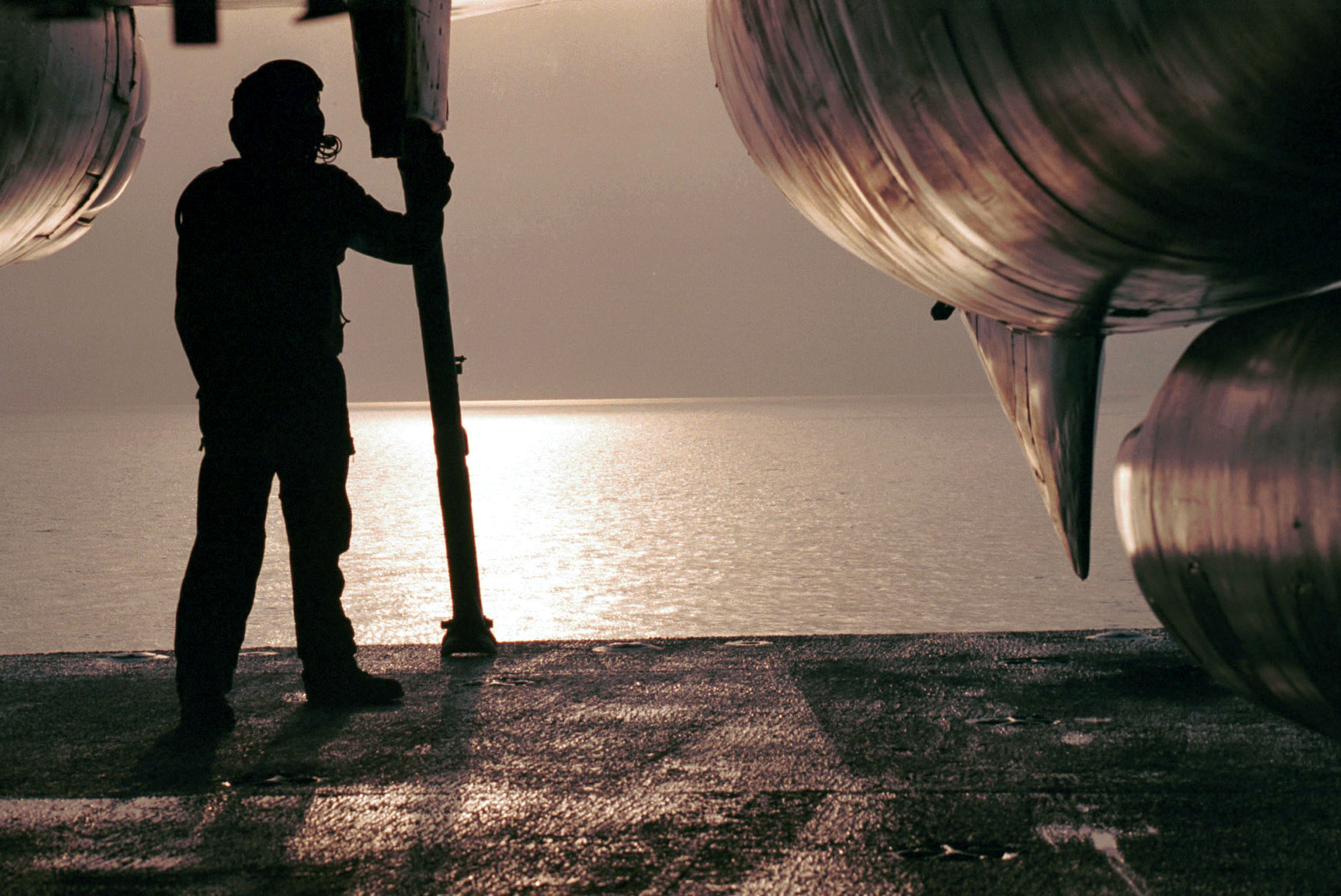
عصر
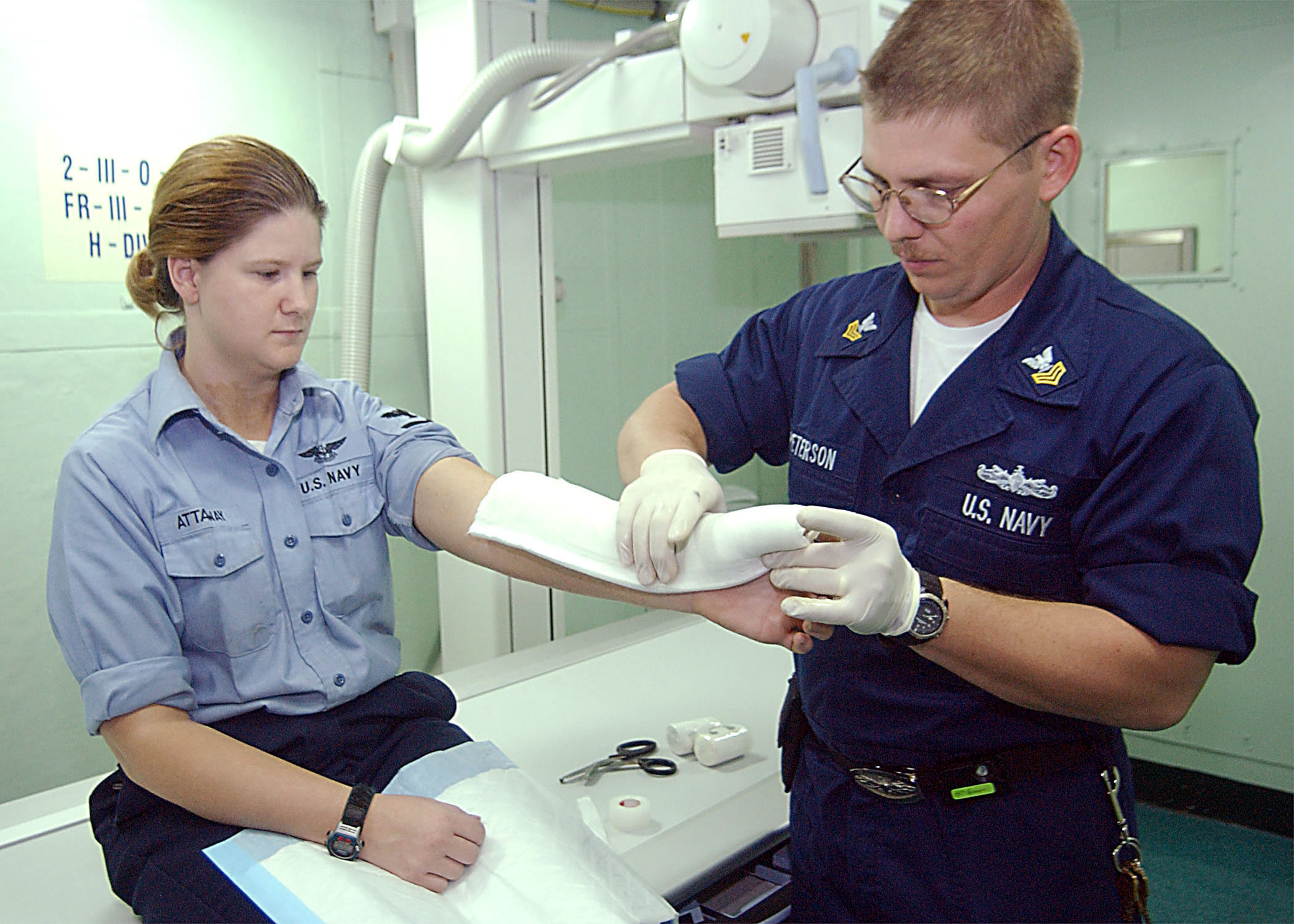
مداوا
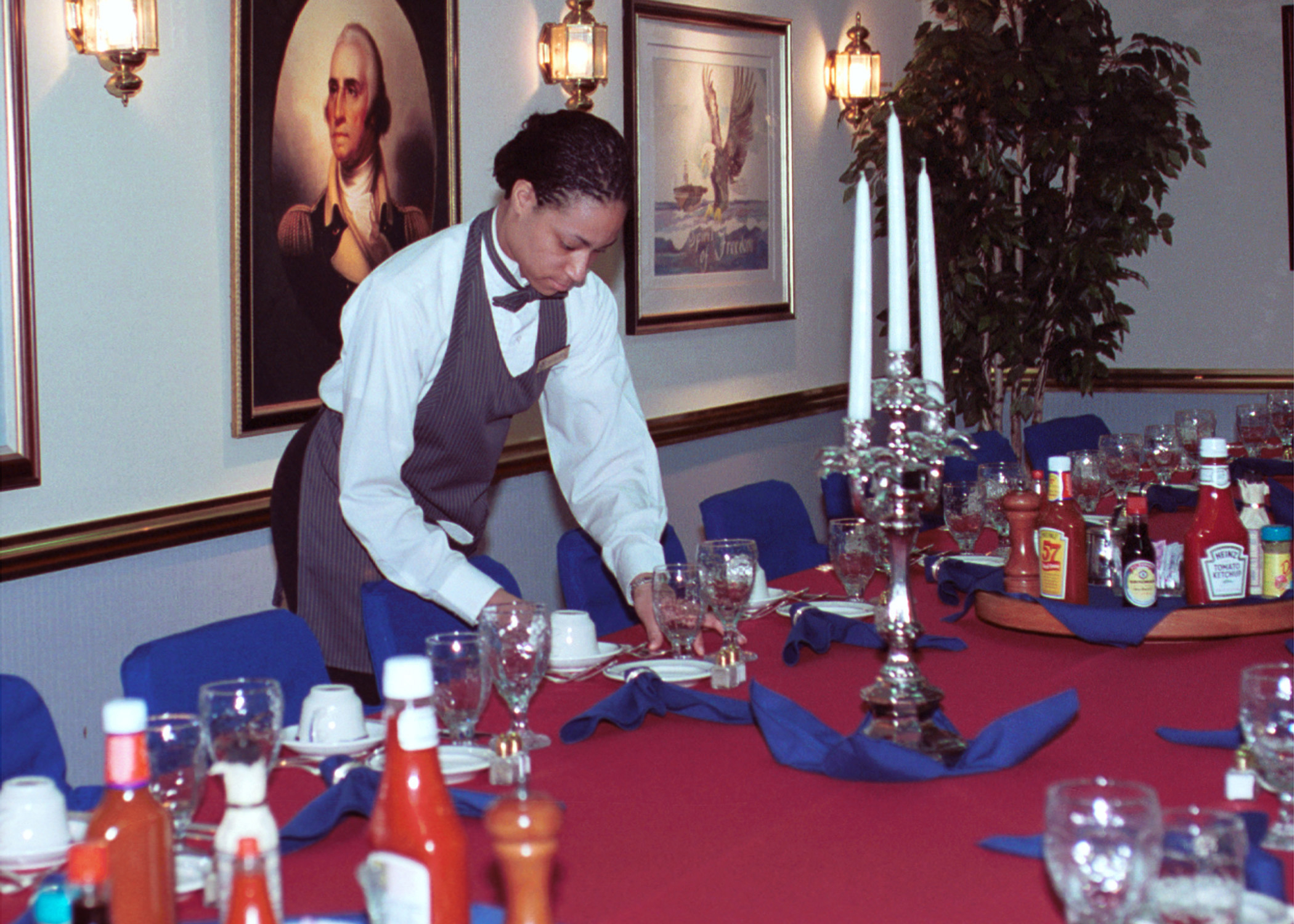
آمادگی برای ضیافت
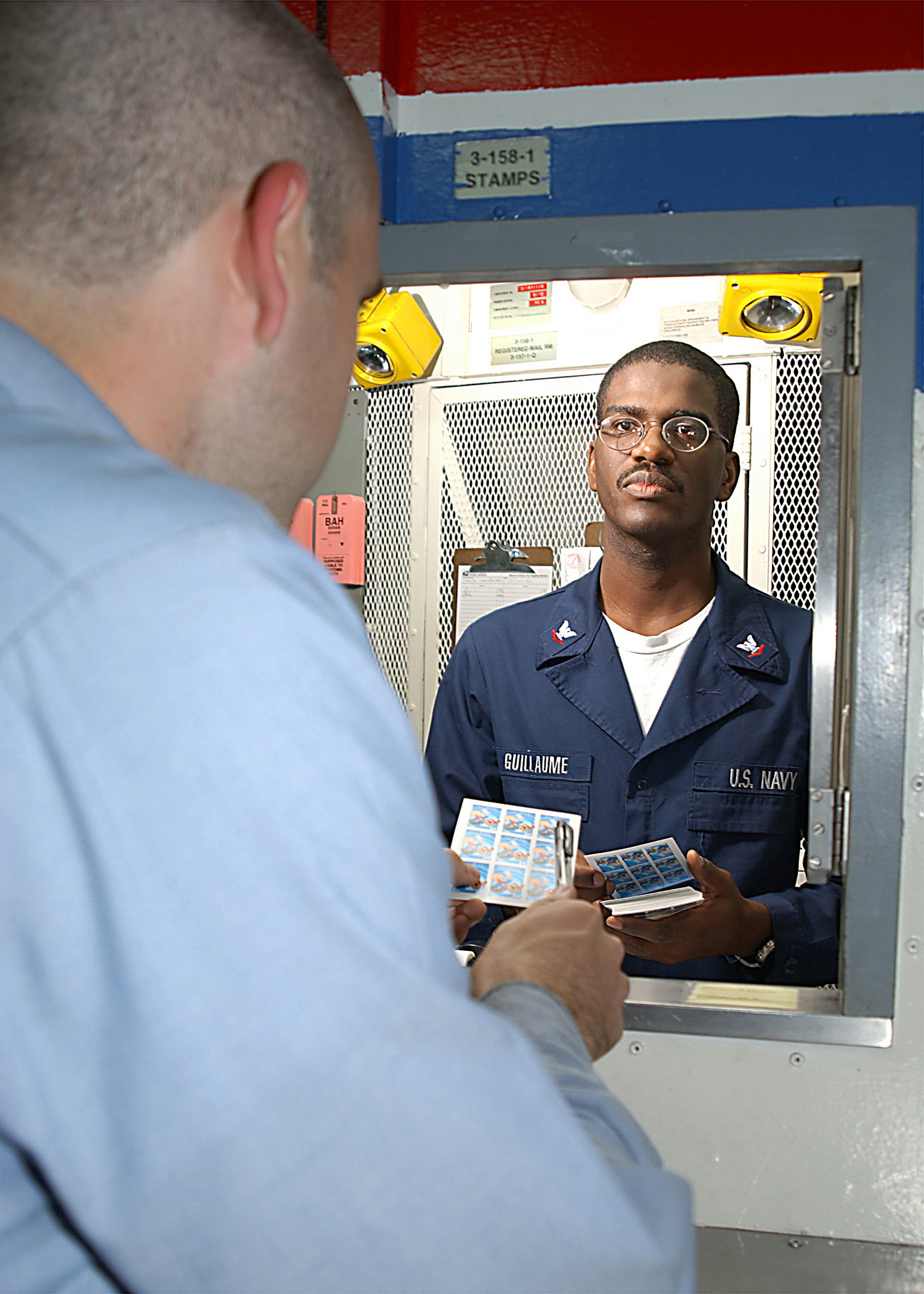
اداره پست
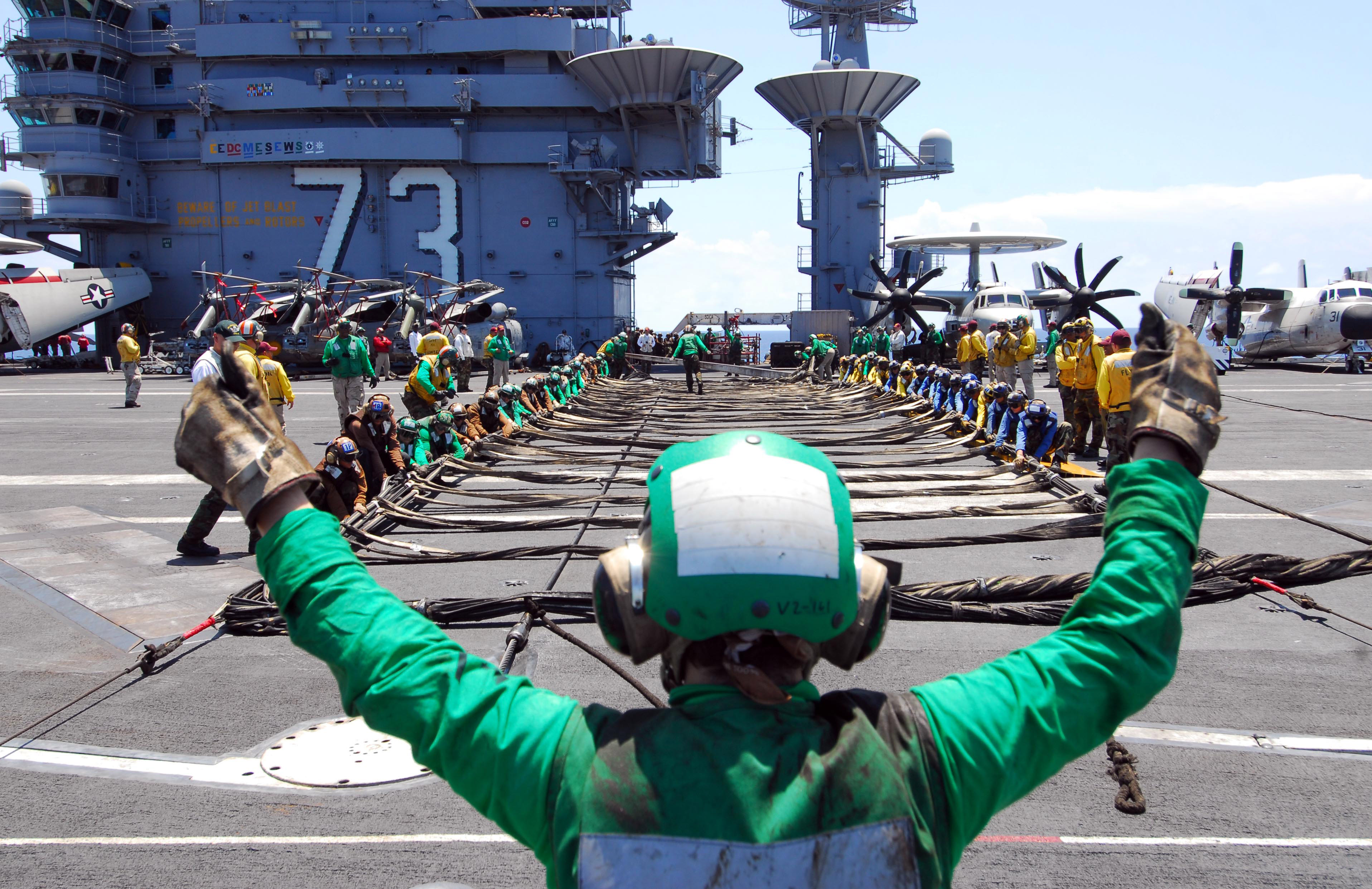
مانور نظامی